# Улица Јоакима Вујића (Панчево)
Улица Јоакима Вујића се налази у Панчеву и представља границу између месних заједница Стрелиште и Војловица.

## Назив
Улица је добила назив по Јоакима Вујића (1722—1847), српском књижевнику и аутору преко 40 различитих дела.